# Sesto Matteucci
Sesto Matteucci (Forlì, 1809 – Forlì, 1851) è stato un politico italiano.
Figlio di Antonio (1749 - 1816), medico e noto chirurgo che fu preside della Municipalità di Forlì all'arrivo dei Francesi, nominato conte Palatino assieme al fratello Domenico per benemerenze da Leone XII.
Fratello di Giuseppe (tenente di Fanteria con Napoleone) e di Sante (incisore di talento).
Fu consigliere comunale, Anziano della città, Amministratore della Provincia, Deputato agli Studi e all'Archivio della città, deputato del comprensorio stradale di S. Martino, nonché insegnante di diplomazia e membro della Congregazione moderatrice del Ginnasio forlivese Cesarini Mazzoni.
Dal 13 giugno 1839 fu vicepresidente del primo consiglio d'amministrazione della Cassa dei Risparmi di Forlì.
Fra il 1819 e il 1850 scrisse un diario intitolato Memorie, ricordi e pensieri di me Sesto Matteucci di Forlì conservato dal pronipote conte dott. Franco Guarini.
Partecipò ai moti rivoluzionari del 1831 e nel 1842 diede alle stampe I Forlivesi benemeriti della Umanità e degli studi nella loro patria.